# Майбулак (Толебийский район)
Майбулак (каз. Майбұлақ) — село в Толебийском районе Туркестанской области Казахстана. Входит в состав Каратобинского сельского округа. Код КАТО — 515853300.

## Население
В 1999 году население села составляло 868 человек (452 мужчины и 416 женщин). По данным переписи 2009 года, в селе проживало 1047 человек (554 мужчины и 493 женщины).